# Yelizaveta Boiárskaia
Yelizaveta Mijáilovna Boiárskaia (en ruso: Елизаве́та Миха́йловна Боя́рская; 20 de diciembre de 1985 en San Petersburgo,, Leningrado, Rusia) es una actriz rusa conocida por las películas Der Untergang y El Almirante en donde interpretó a Erna Flegel y a Anna Timiriova, respectivamente.

## Biografía
Boiárskaia nació el 20 de diciembre de 1985 en San Petersburgo y es hija de los, también actores: Mijaíl Boyarsky y Larisa Luppian. Por parte paterna tiene ascendencia polaca mientras que por parte materna es estona, alemana y polaca.
En 2007 se graduó en la Academia Estatal de Artes Interpretativas de San Petersburgo con Lev Dodin de tutor.
Es muy reconocida por interpretar personajes románticos en producciones épicas de Rusia.

## Filmografía
- (2001) Agent natsionalnoi bezopasnosti 3
- (2001) Klyuchi ot smyorti
- (2001) Kobra. Antiterror
- (2003) Demon poldnya
- (2004) Der Untergang
- (2005) Uboinaya sila
- (2005) Svyoya chuzhaya zhizn
- (2005) Pervyy posle boga
- (2006) Grozovye vorota
- (2006) Park Sovetskogo perioda
- (2006) Vy ne ostavite menya
- (2006) Yunkera
- (2007) La ironía del destino. Continuación
- (2008) El Almirante
- (2009) El Almirante (adaptación, Serie de TV)
- (2010) Chelovek s bulvara Kaputsinok
- (2010) Ne skazhu
- (2011) Petr Perviy. Zaveshanie
- (2011) Pyat nevest
- (2012) Ziolushka
- (2012) The Game
- (2012) Skazka. Est
- (2012) ¡Feliz Año Nuevo, mamás!

## Teatro

### Academia Estatal de Artes Interpretativas de San Petersburgo
- (2006) El rey Lear (William Shakespeare)
- (2006) Blazh
- (2007) Zhizn i sudbá (Vida y destino basada en la novela de Vasili Grossman)
- (2008) Trabajos de amor perdidos (William Shakespeare)
- (2009) A Lovely Sunday for Creve Coeur (Tennessee Williams)
- (2010) Las tres hermanas (Antón Chéjov)

### Compañía Art-Peter
- (2008) Cyrano de Bergerac (Edmond Rostand)
- (2010) ROOMS